# 雲堇
雲堇是米哈遊開發动作角色扮演游戏《原神》中的虛構角色，角色於遊戲2022年更新的2.4版本中登場。雲堇是遊戲中虛構國家璃月的傳統藝術「璃月戲」的傳人，為當地戲社「雲翰社」的當家兼名角。雲堇的中文配音為贺文潇，日文配音為小岩井小鳥，韓文配音為史文英，英文配音為朱蒂·愛麗絲·李，其中雲堇演出的璃月戲念白和唱段為杨扬。
雲堇的角色原型是京劇演員，製作組希望能透過雲堇傳播中華傳統戲曲，引起人們對戲曲的興趣，為此米哈遊決定在中文以外的語言版本中保留杨扬配音念白和唱段。在2.4版本的遊戲劇情視頻中，雲堇以京劇演出戲曲《神女劈觀》引起各地玩家對中華戲曲的興趣，更吸引了一批與戲曲和樂器相關的一級演員對《神女劈觀》進行二次創作。中國大陸的媒體對角色有正面的評價，認為角色對傳播中華傳統藝術有積極的作用，暨南大学文化产业发展研究院副院长陈伟军認為雲堇是一個「比较好的文化国际传播案例」。

## 創作及設計
在《原神》2.1版本中推出的活動「逐月節」中，雲堇就已經作為客串角色在活動介紹動畫中出現，粉絲曾期待角色於遊戲下一個2.2版本中上線。2021年11月22日，米哈遊在Twitter上透露即將推出的新角色「申鶴」和「雲堇」並附上角色插畫，資料顯示雲堇將會是《原神》中第二個使用長柄武器的岩元素角色，角色以京劇演員為原型。12月，雲堇在《原神》參選游戏大奖的視頻結尾中也有出現，角色的正式介紹是在《原神》遊戲2.4版本的前瞻直播中。2022年1月5日，《原神》遊戲2.4版本「飞彩镌流年」正式上線，新版本的劇情視頻中雲堇以京劇唱腔演出了一段《神女劈觀》，劇情視頻將戲曲元素融入到遊戲之中，引起廣泛的關注。之後在1月14日米哈遊公佈了一期專門介紹雲堇角色設計的訪談節目。

### 角色定位
《原神》的主創人員豆在分享雲堇的創作初衷時，表示在建構璃月港時，就想為璃月港設計一個「藝術工作者」，以象征璃月港日常的豐富文娛生活。他們參考現實生活，看到中華傳統藝術「戲曲」，於是構想出「雲堇」這個角色。為此製作組結合璃月港的世界觀，糅合中華傳統戲曲，設計出架空的戲曲「璃月戲」，雲堇定位為璃月戲的表演者。製作人員特意研究傳統戲曲以獲得靈感，他們希望透過對傳統內容的重新演繹，喚起人民對傳統文化的興趣。製作組在設計雲堇時都有圍繞戲曲元素進行創作，還特意尋找合適的戲曲老師為雲堇的唱段配音。雲堇的性格設計上，豆表示雲堇是一個「既有傳承精神也有創新精神的角色」，雲堇作為傳統戲曲工作者，也很樂於接受新鮮的事物，以開拓自己的眼界，對搖滾樂很有興趣。劇情視頻《神女劈觀》中，雲堇演唱完《神女劈觀》原作後，基於璃月「人治」的地域特性，結合與旅行者（玩家）、申鶴的經歷和對抗「海上魔神」的冒險，續唱一段新曲，側面反應出雲堇的創新精神。

### 角色形象
雲堇頭戴七星額子，身披雲肩、戰裙，有著戲曲的舞台造型元素。由於雲堇的服飾為常服而非戲服，原畫危危表示在設計雲堇時並沒有刻板照搬傳統「戲曲家」的形象，在參考傳統戲曲中花木兰、穆桂英、梁红玉的造型後，還基於雲堇的年輕設定和性格，設計出有戲服元素，又與傳統戲劇服飾風格不同的日常服。同時為了避免穿模與滿足日常和戰鬥的動作需要，而將雲堇的服飾設計為半裙。雲堇的3D模型在2018年就已經完成，成品的表現不如預期，為此原畫和建模師經過一段時期的迭代和打磨。期間建模組遇到不少技術難題，並逐一克服，建模師大仙和阿勇在分享中表示原畫在早期的設計中並沒有考慮遊戲內的虛擬鏡頭，特別是雲堇豐富的頭飾設計會導致一些畸變的出現，為此建模組向工具組提交了請求，希望研發一款能實時同步Maya和遊戲引擎的工具，可以即時看到模型在實際遊戲環境下的最終視覺效果。這個工具的研發成功，大大促進了原畫組和建模組之間的交流和加快了開發工作。雲堇的角色設計與《原神》其他角色相比有很多不同之處，豐富的飾物給動畫設計帶來不少挑戰，獨有濃厚眼影，讓眨眼的動作也需要特別設計。為了表現出更豐富的卡通渲染效果，建模組研發了動態臉部陰影貼圖系統，讓角色的臉部光影轉換效果顯得更為自然和穩定。雲堇的角色渲染方面，也經過多次的迭代，增加了自身動態环境光遮蔽，場景動態投影，場景光源，霧效影響的效果等等，讓角色更好地融入場景，由於行動端的性能限制，部分效果無法應用到行動端。
雲堇的演出動畫和技能也有參照戲曲文化，如融合戲曲特技動作和傳統武術的舞花槍演出，從京劇裝扮靠旗衍生出的技能「飛雲旗陣」。遊戲的動畫製作李小熊和少遊表示，為了表現出雲堇的獨特氣質，動畫組特意惡補了戲曲文化，最後決定以戲曲中的招牌動作「亮相」來塑造雲堇的形象，亮相是戲曲演員登場和下場時的動作，動畫組將雲堇的每套戰鬥動作都設計成一場「戲劇表演」，雲堇的普通攻擊動畫加入了「單刀亮相」和「雙刀亮相」的設計，同時對亮相動作和節奏進行細節上的修改，讓動作符合雲堇的少女氣質。雲堇元素戰技的設計，動畫組為了表現出雲堇動作的戲曲元素，參考了「旋子」這個在戲曲和武術中出現的動作。動畫組還希望通過雲堇的待機動畫設計，展現出雲堇這個角色本身的特色，動畫組參考了戲曲武打中的特技「打出手」，原本這個特技需要幾個人才能完成，動畫組將動作修改為雲堇一個人完成。

### 角色配音
雲堇的音頻製作和《神女劈觀》的創作時間僅一個月，由於雲堇的配音涉及戲曲內容，在中文配音方面製作組首次嘗試由配音演員贺文潇和戲曲演員杨扬分別演繹角色的台詞和唱段，以求將戲曲的特色保留下來。在雲堇出現之前，《原神》各語言版本的角色配音都有進行本地化處理，由於雲堇唱段的部分代表中華的戲曲，難以進行改編，米哈遊決定在中文以外的語言版本中保留杨扬配音的唱段，杨扬是上海京剧院荀派花旦演員，是第29届上海白玉兰戏剧表演艺术奖“主角奖”得主，杨扬認為雲堇的配音對她來說是一種非常新鮮和有趣的體驗，她也希望戲劇和虛擬世界的結合，能讓更多人接觸和了解戲曲。在《神女劈觀》的製作中，製作組發現杨扬不熟悉五線譜，順應戲曲演員習慣，將樂譜改為簡譜。《神女劈觀》的小樣有更多搖滾和電子吉他的元素，實際錄製時進行了調整，製作組也聽取杨扬的相關意見，讓最終成品的戲曲風格更為突出。《神女劈觀》的念白部分，原來是打算讓杨扬模仿贺文潇的聲線，最後改為使用京劇的京白去配，部分為對觀眾的對話，在傳統戲曲中也存在這種設置，並不顯得突兀。日文配音為小岩井小鳥，小岩井表示雲堇對演技、音樂和創作的熱情讓同為藝人的她產生共鳴，對於能聲演雲堇她感覺到很高興。

## 作品中表現

### 角色故事
在《原神》的虛構世界「提瓦特大陸」中有一個商業繁榮、文娛昌盛的港口「璃月港」，雲堇是璃月港當地的一位戲曲表演藝術家，也是傳統藝術「璃月戲」的傳承者，通曉創作戲曲和表演戲曲。遊戲中她推動傳統「璃月戲」的創新，從過去題材以傳頌魔神、仙人故事為主，改為講述人族自身的故事。
雲堇出身璃月曲藝世家，母親為璃月港的名角，父親是一位戲曲家，受到家人影響雲堇從小就學習璃月戲，長大後繼承祖父衣缽，成為戲社「雲翰社」的當家並負責雲翰社的大小雜務，由此商界敬稱雲堇為「雲老闆」。雲翰社是璃月港的「和裕茶館」駐場戲社，老戲迷稱呼雲堇祖父為「雲先生」，繼承戲社的雲堇用自己的演出贏得戲迷的尊重，也繼承了「雲先生」的稱呼。

### 角色玩法
《原神》2.4版本「飞彩镌流年」更新之後，玩家可以在遊戲中透過祈願的方式讓雲堇加入隊伍，又或者在2022年1月25日開始的遊戲活動「海燈節」中達成某些條件后選擇是否要邀約雲堇加入隊伍。雲堇在遊戲中是一個依靠防御力的輔助型角色，能對隊伍中角色提供加成，提高角色對敵人和怪物造成的傷害。她並不合適作為隊伍中的主力，她的元素戰技能放出防護盾並讓攻擊帶岩元素的加成。元素爆發「飛雲旗陣」能根據雲堇的防御力提高隊伍中所有角色造成的傷害一段時間。

## 反響及評價

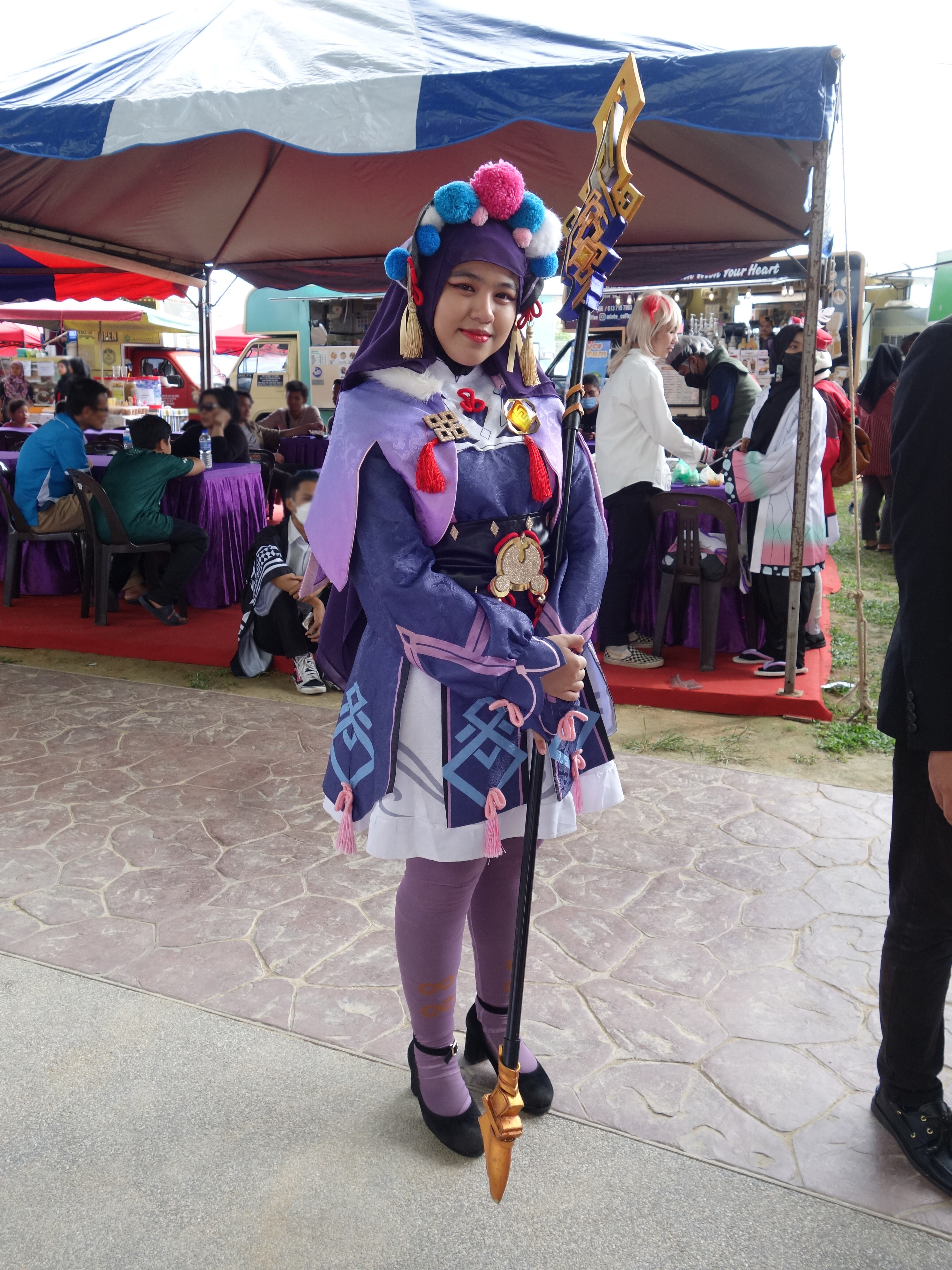
云堇的角色扮演者

在2021年11月22日米哈遊公佈角色造型時，雲堇一度衝上Twitter趨勢第二位。在12月的遊戲2.4版本前瞻直播後，直播中登場的雲堇再度引起了廣泛關注，新浪微博上「原神雲堇」的標籤有上億的閱讀量，雲堇的標籤也一度登上Twitter趨勢第五位。由於在登場中，雲堇有一段戲曲的唱段，引起了粉絲之間的討論，部分粉絲感到詫異和嘲笑這種演出，同時也有粉絲指出這是中華文化中的戲曲，是一種獨特的藝術，不應該帶有偏見。1月米哈遊公佈了《原神》新版本的劇情視頻《神女劈觀》，整個視頻都是雲堇的戲曲演出，由於製作組在視頻的中文以外版本都保留戲曲唱段原聲，引起了部分非中文玩家對戲曲文化的好奇。中国环球电视网在YouTube發佈超過兩年的京劇視頻受到《神女劈觀》的影響，播放量短期內增加了10萬，瀏覽者在視頻留言表示是受到雲堇的演出影响而到來。
《神女劈觀》的視頻在bilibili發佈後，12小時內獲得300萬播放量，雲堇的演出也引起一些專業的戲曲人士進行分析和科普。時任中國駐大阪總領事館的總領事薛剑在Twitter上給《神女劈觀》的推文點讚，並稱其「美極」。《神女劈觀》之後也引發一些翻唱和二次創作，雲堇和《神女劈觀》也引來中新网、新华社、《人民日报》等媒體的報道，中國大陸國內的一级演员也嘗試對《神女劈觀》進行二次創作，如广东粤剧院院长曾小敏，以粵劇唱法重新演繹《神女劈觀》，也獲得超過350萬的播放量，還有京劇梅派传人郑潇、淮剧一级演员陈澄、一级唢呐演奏演员胡晨韵等人以自己的方式來演出《神女劈觀》。《神女劈觀》的流行也引起部分戲曲人士的思考，上海越劇院裘丹莉以越劇形式演繹《神女劈觀》，視頻獲得上百萬的播放量，遠高於過去的越劇視頻，由此她認為戲曲可以和動漫結合，嘗試讓遊戲角色登上戲曲舞台。《神女劈觀》發佈一周後，《原神》在bilibili和YouTube英文頻道的《神女劈觀》播放量，分別超過940萬和210萬。米哈遊總裁刘伟對於《神女劈觀》受到各地玩家的歡迎，表示感到「非常欣喜」，他也表示「以戏曲元素为基础，理解并吸收新的文化要素，将传统的内容以创新的形式演绎，唤起观众对传统文化的热情，这既是云堇的心愿，也是我们作为游戏内容创作者的一份期待。」。湘桥蓬蒿人在《国家人文历史》的微信公眾號撰文表示「《神女劈观》中，除了云堇演唱的唱段颇具京歌韵味，在填词方面同样出彩，唱词中也蕴含着古色古香」，他認為《神女劈觀》雅俗共賞，「对典故、意象的化用不胜枚举，难能可贵的是，融入故事的场景中恰到好处，毫不违和。词中的典故也多引自民间神话故事、志怪小说，更使《神女劈观》的神话色彩愈发浓厚」。
遊戲媒體Kotaku的華裔編輯姜思琪指出，在12月26日雲堇首次演出戲曲時，《原神》玩家對這個角色的反應不一，有喜歡雲堇的演出也有反感她的演出。姜認為京劇在中國大陸是小眾的藝術，而且京劇在文化大革命時期的發展也一度停滯，他本以為京劇不合適用於文化輸出。在遊戲預告片公佈之後，《神女劈觀》引起大量玩家對京劇的興趣，這是他意想不到的。京劇在中國大陸國內由政府推廣也十分困難，而《原神》以《神女劈觀》和雲堇引起了全球範圍內對京劇的興趣，這說明流行的電子遊戲可以嘗試去帶領主流文化，而不是跟風。
暨南大学文化产业发展研究院副院长陈伟军認為米哈遊透過遊戲角色雲堇推廣中華傳統戲曲是「一个比较好的文化国际传播案例」。盛大遊戲前首席執行官谭群钊認為「她（雲堇）的服饰融入了大量的戏曲元素，是中国传统文化的象征」。

## 備註
1. ↑  在遊戲的世界觀中璃月是由神明帝君統治了數千年，在玩家來訪璃月時適逢帝君離開璃月，璃月從過去的「神治」變成「人治」。
2. ↑  戲曲中女將角色的盔頭，有兩層大絨球，每層七個，故名「七星額子」。
3. ↑  穿模是指3D角色模型的構件之間碰撞體積設定得不合理，導致角色在運動或者某些姿勢時會出現構件之間相互穿透或疊加情況。
4. ↑  指曲中「到這裡本該接近尾聲，但今日我再添一筆」和「彼時鶴歸，茫茫天地無依靠，孤身離去，今日再會，新朋舊友坐滿堂，共聚此時」。

## 外部連結
- bilibili上的《原神》角色演示-「云堇：虹章书真意」
- bilibili上的《原神》拾枝杂谈-「云堇：妙曲压台」
- bilibili上的戏中人间——《原神》云堇创作的幕后